# The Mamas and the Papas (álbum)
The Mamas & the Papas es el segundo álbum de estudio del grupo homónimo, editado en 1966. El álbum alcanzó el puesto n.º 4 en las listas de Estados Unidos, y en Reino Unido llegó al puesto n.º 24. El sencillo "I Saw Her Again" llegó al número n.º 35 en Estados Unidos y el número n.º 11 en el Reino Unido. "Words of Love" fue publicado como otro sencillo en Estados Unidos y llegó al n.º 5. En el Reino Unido, las dos canciones se las editó en un sencillo como un doble lado A, con "Dancing in the Street" -lado B- y llegó al puesto n.º 47; también se lo publicó en sencillo y alcanzó el puesto n.º 75.
Después que se descubriera que los miembros del grupo Michelle Phillips y Denny Doherty tenían una relación amorosa, Phillips fue expulsada del grupo en junio de 1966. En este punto los tres restantes "alquilaron" a una nueva cantante para sustituirla. Jill Gibson era ya una cantante y compositora de canciones que había funcionado. Ella aprendió a cantar dentro de tres semanas las partes de Michelle mientras la banda estaba en Londres, Inglaterra. Después de que una mayoría del álbum fue completado, pidieron a Michelle volver a juntar al grupo entero y sacar a Gibson. Jill Gibson canta en "Trip, Stumble and Fall", "Dancing Bear", "Strange Young Girls", "I Can't Wait", "Even If I Could", y "That Kind of Girl", al igual que en "Did You Ever Want to Cry" (la cual fue incluida en su siguiente álbum, The Mamas and the Papas Deliver) Michelle grabó la voz "No Salt on Her Tail", "Words of Love", "My Heart Stood Still", "Dancing in the Street", "I Saw Her Again", y en "Once Was a Time I Thought", siendo lanzado el álbum con ambas voces, tanto con Michelle Phillips, como con Jill Gibson.

## Lista de canciones
Todas por John Phillips excepto donde se indique lo contrario.
1. "No Salt on Her Tail" - 2:42
2. "Trip Stumble and Fall" - 2:41
3. "Dancing Bear" - 4:10
4. "Words of Love" - 2:15
5. "My Heart Stood Still" (Richard Rodgers, Lorenz Hart) - 1:43
6. "Dancing in the Street" (Marvin Gaye, William "Mickey" Stevenson, Ivy Jo Hunter) - 3:50
7. "I Saw Her Again" (Phillips, Doherty) - 3:13
8. "Strange Young Girls" - 2:57
9. "I Can't Wait"
10. "Even If I Could" - 2:44
11. "That Kind of Girl" - 2:40
12. "Once Was a Time I Thought" - 1:00

## Créditos
- Denny Doherty; vocal
- Cass Elliot; vocal
- John Phillips; vocal
- Michelle Phillips; vocal en las pistas 1, 4, 5, 6, 7, 12
- Jill Gibson; vocal en las pistas 2, 3, 8, 9, 10, 11
- Hal Blaine – percusión
- Larry Knechtel – teclados
- Joe Osborn – Bajo eléctrico

## Posiciones
| Año  | Listas               | Posición |
| ---- | -------------------- | -------- |
| 1966 | Billboard Pop Albums | 4        |

- Datos: Q2277278